# Zaindu maite duzun hori
«Zaindu maite duzun hori» (traducido como Cuida lo que amas) es una canción de rock del cantante de Oñate Ruper Ordorika. Es la cuarta canción del álbum Kantuok jartzen ditut de 2003. La canción fue escrita tras el cierre de Euskaldunon Egunkaria, y el autor quiso expresar en la canción esta impotencia. 

## Controversias
En diciembre de 2012, hubo un par de controversias sobre la canción. Por un lado, el lendakari Patxi López publicó la canción, el vídeo y la letra en su blog justo antes de dejar el cargo. Recibió críticas por ignorar el trasfondo de la canción, ya que el gobierno de López fue indiferente con los afectados por el caso Egunkaria.  
Unos días después, en el habitual programa de canciones navideñas de ETB1 (donde gente famosa canta canciones populares), la canción fue entonada por parlamentarios de varios grupos del Parlamento Vasco, así como por diputados del Partido Popular que estuvieron de acuerdo con el cierre de Egunkaria. Ruper Ordorika también consideró que era una elección inapropiada y que recibió una sorpresa desagradable porque no lo sabía de antemano.

## Trabajos derivados
En 2013, el proyecto musical Trifulca Posse lanzó un mix titulado «Raper Ordorika», mezclando la canción con la melodía arquetípica del rap temprano «Rapper's delight» y «With you I'm born again» de  Billy Preston.